# Mix FM Cuiabá
Mix FM Cuiabá é uma emissora de rádio brasileira concessionada em Várzea Grande, porém sediada em Cuiabá, respectivamente cidade e capital do Estado de Mato Grosso. Opera no dial FM na frequência 93.3 MHz, e é afiliada à Mix FM e pertence ao Grupo Futurista de Comunicação, do empresário e ex-governador mato-grossense Júlio Campos, que também controla a Massa FM Cuiabá e a TV Brasil Oeste.

## História
A emissora iniciou no dial como Antena FM, fundada em dezembro de 1989 e seguia uma programação popular que incluía gêneros musicais diversos como o sertanejo. Na programação, a emissora além de incluir música, a emissora também chegou a incluir programas jornalísticos policiais e blocos humorísticos. Apesar de todo o investimento com a rádio, a Antena FM ainda sofria com os baixos índices de audiência por conta do sinal vindo da região de Várzea Grande. Em 2006, a Antena FM iniciou afiliação com a Jovem Pan FM, sendo assim uma forma de levantar a audiência da emissora. O retorno aconteceu depois de 10 anos após o fim da primeira afiliação, quando era transmitido em 94.3 MHz (hoje Rede Aleluia). A Jovem Pan FM Cuiabá estreou no dia 8 de maio de 2006, ao meio-dia, durante o programa Panico. Na época, a emissora era pertencente ao Grupo Cidade Verde de Comunicação. Em 2016, a gestão da emissora foi assumida pelo Grupo PHD Publicidade, dos empresários Priscila Hauer e Fábio Defanti.
Na tarde de 15 de dezembro de 2021, a 93.3 MHz foi retirada do ar após liminar concedida pela 11.ª Vara Cível de Cuiabá ao Grupo Futurista, que move processo contra o Grupo PHD Publicidade desde agosto de 2021 por irregularidades na administração desta e da Nativa FM Cuiabá. O Grupo Futurista alega em processo que as infrações apuradas quebram o contrato de arrendamento firmado com o Grupo PHD Publicidade e que poderiam levar à perda da concessão das duas emissoras junto da Anatel, como falta de manutenção de equipamentos e transmissão em baixa potência. Em resposta, o Grupo PHD Publicidade anunciou que o contrato de arrendamento vale até 2023 e que vai recorrer judicialmente para restabelecer o contrato e os sinais das rádios. Em 17 de novembro de 2021, o TJ-MT derrubou a liminar favorável ao Grupo Futurista e determinou a retomada da gestão das rádios ao Grupo PHD Publicidade. Em seguida, o Grupo Futurista entrou com um agravo de instrumento contra a decisão, protocolada no dia 21 de dezembro, onde a defesa acusa Priscila Hauer de induzir a desembargadora ao erro. Na mesma ocasião, o Grupo PHD Publicidade entrou com petição para recolocar as duas emissoras no ar, alegando que o Grupo Futurista estaria criando entraves ao cumprimento da decisão judicial. Em 24 de dezembro de 2021, o Tribunal de Justiça de Mato Grosso deu decisão favorável ao Grupo Futurista e determinou a devolução do controle das duas frequências em posse do Grupo PHD, sob pena de multa diária de 5 mil reais.
Em paralelo ao processo, foi firmado um acordo para entrada da Mix FM na frequência a partir de janeiro de 2022 fato que não se concretizou devido a montagem dos estúdios, a estação retornou ao ar em 28 de dezembro de 2021 com programação musical no formato da rede, enquanto que a Jovem Pan FM Cuiabá entrou no ar na frequência 94.9 MHz, uma concessão migrante AM-FM da cidade de Chapada dos Guimarães.
Em março, depois de uma grande batalha na justiça, a desembargadora Antônia Siqueira, determinou a rescisão contratual entre o Grupo Futurista e a PHD Publicidade (de propriedade de Priscila Hauer), com isso as frequências e os equipamentos foram devolvidos para a família do ex-governador.
Após alguns contratempos, o contrato foi assinado no dia 13 de junho e inicialmente sua estreia era prevista para dia 30 do mesmo mês. Porém, a estreia foi adiada para o dia 11 de julho, às 18h. Desde sua estreia, a programação da rede é transmitida com 1 hora de atraso.